# Bracon longithorax
Bracon longithorax är en stekelart som beskrevs av Vladimir Ivanovich Tobias 1961. Bracon longithorax ingår i släktet Bracon och familjen bracksteklar. Inga underarter finns listade.